# Penyandingan (Sosoh Buay Rayap)
Penyandingan is een bestuurslaag in het regentschap Ogan Komering Ulu van de provincie Zuid-Sumatra, Indonesië. Penyandingan telt 1486 inwoners (volkstelling 2010).